# I maghi di Waverly
I maghi di Waverly (Wizards of Waverly place) è una serie televisiva in onda negli Stati Uniti dal 12 ottobre 2007 e in Italia dal 26 gennaio 2008 su Disney Channel. La serie è stata creata da Todd J. Greenwald, e ha come protagonisti Selena Gomez, David Henrie e Jake T. Austin, tre fratelli con poteri magici in allenamento per diventare maghi completi. La serie è composta da quattro stagioni, di cui la terza e la quarta sono girate in alta definizione. Dall'11 gennaio 2009 la serie è andata in onda in chiaro su Italia 1.
Il 19 gennaio 2024, Disney Brand Television ha ordinato la produzione di una serie sequel, dal titolo I maghi di Waverly: Ritorno a Waverly Place che viene pubblicata su Disney+ il 29 ottobre e il 30 ottobre su quello Italiano. David Henrie e Selena Gomez, solo nell'episodio pilota, riprendono i loro ruoli originali ma saranno anche produttori esecutivi.

## Trama
I Russo sono una famiglia italo-messicana di maghi che vivono e gestiscono una paninoteca, la Waverly Sub Station, a Waverly Place, New York. Il padre di famiglia, Jerry Russo, è un ex mago, che dopo aver sposato una mortale, Theresa, è stato costretto a cedere i suoi poteri magici a suo fratello, Kelbo. Jerry inoltre, ha una sorella di nome Megan. Theresa invece ha un fratello di nome Ernesto.
Egli è anche il maestro di magia dei suoi tre figli, i quali, raggiunta la giusta età, saranno costretti a sfidarsi in una gara di magia per stabilire chi di loro potrà tenere i poteri magici e divenire il mago di famiglia. Justin, il maggiore dei tre, è molto serio e professionale, amante delle regole e dello studio, il che lo rende a volte anche un po' noioso; Alex, la secondogenita,  è l'opposto del fratello, in quanto è abituata ad usare la magia solo per i suoi scopi personali, cosa vietata assolutamente dal padre; infine, Max, il fratello minore: è molto imbranato e ha un po' di timore riguardo ai poteri magici ma a volte sa essere molto saggio.
Le lezioni di magia di Jerry, vengono tenute ogni martedì e ogni giovedì nella tana magica nascosta all'interno della paninoteca, dalla quale è possibile accedere al mondo magico.
I poteri magici, secondo la legge magica, devono essere severamente tenuti estranei a ogni mortale, anche se durante le avventure dei maghi, i Russo rivelano la propria identità ad Harper Finkle, migliore amica di Alex molto strana e sempre vestita con abiti fatti da lei e a Zeke Beekerman, compagno di studio di Justin molto strano, che adora i robot. Nella terza stagione Harper e Zeke staranno insieme.
Durante il corso delle storie, i Russo affrontano varie creature magiche, tra le quali però ci sarà qualcuno che riuscirà a fare breccia nel cuore dei Russo.
Molte sfide attendono la famiglia di maghi contro angeli delle tenebre, asteroidi, vampiri, lupi mannari ma anche contro maghi stessi come Stevie Nichols e la stessa Alex...
Tutti questi episodi accompagnano la famiglia Russo fino alla gara tra Alex, Max e Justin alla fine della quale il vincitore avrà tutti i poteri magici dei Russo.
In questo caso la fortunata sarà Alex, anche se Justin riuscirà comunque a mantenere i propri poteri, in quanto diventerà il preside della scuola di magia del Mondo Magico, mentre Max sarà il proprietario della Waverly Sub Station.

## Sigla
La sigla della serie, Everything Is Not What It Seems, cantata da Selena Gomez, vede il cast in uno sfondo computerizzato. Per la visione in Italia è stata adattata in Non fare sempre ciò che ti va ed è cantata da Gabriella Scalise, su testo di Lorena Brancucci. Nella quarta stagione, lo sfondo della sigla e l'arrangiamento cambiano, ma il testo rimane invariato, seppur abbreviato.

## Episodi
| Stagione                                | Episodi                                 | Prima TV USA | Prima TV Italia |
| --------------------------------------- | --------------------------------------- | ------------ | --------------- |
| Prima stagione                          | 21                                      | 2007-2008    | 2008            |
| Seconda stagione                        | 30                                      | 2008-2009    | 2009            |
| I maghi di Waverly: il film             | I maghi di Waverly: il film             | 2009         | 2009            |
| Terza stagione                          | 28                                      | 2009-2010    | 2010            |
| Quarta stagione                         | 27                                      | 2010-2012    | 2011-2012       |
| Il ritorno dei maghi - Alex contro Alex | Il ritorno dei maghi - Alex contro Alex | 2013         | 2013            |

## Personaggi e interpreti

### Principali

#### Protagonista
- Alex Russo, interpretata da Selena Gomez, doppiata da Monica Vulcano.
- Justin Russo, interpretato da David Henrie, doppiato da Jacopo Cinque.
- Max Russo, interpretato da Jake T. Austin, doppiato da Mattia Nissolino.
- Harper Finkle, interpretata da Jennifer Stone, doppiata da Eva Padoan.
- Theresa Russo, interpretata da Maria Canals Barrera, doppiata da Francesca Guadagno.
- Jerry Russo, interpretata da David DeLuise, doppiato da Franco Mannella.

### Secondari
- Mason Greyback, interpretato da Gregg Sulkin, doppiato da Lorenzo De Angelis.
- Juliet Van Heusen, interpretata da Bridgit Mendler, doppiata da Valentina Favazza.
- Maxine Russo (Max trasformato in una ragazzina), interpretata da Bailee Madison, doppiata da Giorgia Ionica.
- Zeke Beekerman, interpretato da Dan Benson, doppiato da Alessio De Filippis.
- Dean Moriarty, interpretato da Daniel Samonas, doppiato da Alessio Nissolino.
- Gigi Hollingsworth, interpretata da Skyler Samuels, doppiata da Gemma Donati.
- Preside Laritate, interpretato da Bill Chott, doppiato da Roberto Stocchi.
- Preside Crumbs, interpretato da Ian Abercrombie, doppiato da Dario Penne.

## Ascolti
I maghi di Waverly, negli USA, era una delle serie di punta del canale, con degli ascolti che oscillano tra i 4,5 e i 6 milioni (superando anche molti episodi inediti di serie Disney di successo come Hannah Montana), decretandone il successo.

## Crossover
- È stato prodotto un crossover de I maghi di Waverly con le serie Zack e Cody sul ponte di comando e Hannah Montana intitolato: I maghi sul ponte di comando con Hannah Montana.[6]

## Il ritorno dei maghi - Alex contro Alex
Il 27 settembre 2012, la Disney Channel ha annunciato un nuovo speciale di un'ora de I maghi di Waverly, filmato nel mese di ottobre 2012. Lo special vede come produttore esecutivo anche Selena Gomez insieme a Vince Cheung e Ben Montanio. Il presidente e direttore creativo di Disney Channels Worldwide, Gary Marsh, ha detto: «Con gli ascolti fenomenali del finale de I Maghi di Waverly, è risultato chiaro che i fan della serie non erano pronti a dire addio a Selena e al resto del cast. Siamo quindi entusiasti del fatto che il cast abbia accettato di riunirsi per portare ai fan un'ultima grande avventura». Lo speciale negli Stati Uniti è stato trasmesso il 15 marzo 2013. In Italia è stato trasmesso il 18 maggio 2013.

## Citazioni
- Nell'episodio "Scuola di maghi (Prima parte)", Alex dice che Justin, con gli occhiali, le ricorda un certo Larry Zotter (ovvio riferimento a Harry Potter).
- Nell'episodio "Un salto nel futuro" una ragazza di nome H.J. Darling (che ricorda J. K. Rowling, scrittrice di Harry Potter) scrive 7 libri di ragazzi magici (7 sono i libri di Harry Potter).
- Nell'episodio "Il cappello di Merlino" Harper dice ad Alex "anche tu hai un cuore, uomo di latta", che riprende il libro Il Mago di Oz.
- Sempre ne "Il cappello di Merlino", Justin è vestito come Ian Solo di Star Wars.Nello stesso episodio, quando Alex dice al padre come esprimere i desideri, fa riferimento ai Puffi.
- Nell'episodio "Franken-girl", Max, come fa poi notare Justin, imita Yoda di Star Wars.
- Nell'episodio "Quinceanera" Justin nomina il calcio volante di Chuck Norris, durante la lezione di magia
- Nell'episodio "La scelta di Alex", Justin cerca di convincere due ispettori maghi dicendo loro "Questi non sono i droidi che state cercando", come Obi-Wan Kenobi nel primo film di Star Wars.
- Nell'episodio "Mangia Con La Banda" è menzionato High School Musical.
- Alla fine dell'episodio "Il segreto svelato", il cancelliere del mondo magico Rudy Tudy Tudy racconta che il Preside Crumbs si tiene in tasca "Yoda di Star Wars".
- Nell'episodio Il museo d'arte Alex, conoscendo la passione per Star Wars di Justin, propone al fratello di animare Obi-Wan Kenobi. Sempre nello stesso episodio Justin chiede ad Alex chi ha dipinto la Gioconda e lei risponde Leonardo DiCaprio.
- In "Con un po' di fortuna", Justin parla di una cosa che a lui piace chiamare "la Forza", e un ragazzo lo accusa di averla "copiata da Star Wars".
- Durante l'episodio "Justin e Juliet", Max decide di allenarsi durante l'estate a fare le imitazioni, impersonando Jim Carrey e dicendo "Hasta la vista, baby" come il T-800 in Terminator 2 - Il giorno del giudizio.
- Il titolo dell'episodio Ti presento i miei è quello dell'omonimo film con Ben Stiller e Robert De Niro.
- Nell'episodio "Justin rientra in gara", la Bacchetta nella Sfera riporta alla leggenda su re Artù, quella della Spada nella Roccia.
- Nell'episodio "Il cane di Justin" il venditore alla mostra canina dice: "Bel lavoro Velma e Shaggy", chiaro riferimento ai personaggi di Scooby Doo (Velma Dinkley e Shaggy Rogers).
- Negli episodi ambientati nella scuola di magia gli studenti si vestono come gli studenti della scuola di Hogwarts, scuola di Harry Potter.
- Il preside della scuola di magia ha le stesse caratteristiche di Albus Silente, il preside della scuola di Harry Potter. Anche la bacchetta del preside è uguale alla bacchetta di sambuco di Silente.
- Mason Greyback prende il suo cognome probabilmente da Fenrir Greyback, lupo mannaro della serie di Harry Potter.
- In "Tre Max e una ragazzina" Justin pianifica scherzosamente di lasciare sua sorella su Monkey Island.

## Curiosità
- Alex Russo e suo fratello maggiore Justin Russo sono gli unici personaggi ad essere apparsi in tutti i 106 episodi della serie I maghi di Waverly.

## Premi e riconoscimenti
- 2009 - Nickelodeon Kids' Choice Awards
  - Migliore Attrice TV a Selena Gomez
- 2009 - Premio Emmy
  - Miglior programma per giovani
- 2009 - ALMA Award
  - Special Achievement Commedia - TV - Attrice a Selena Gomez
- 2010 - Nickelodeon Kids' Choice Awards
  - Migliore Attrice TV a Selena Gomez
- 2010 - Teen Choice Awards
  - Choice Attrice TV: Commedia a Selena Gomez
- 2010 - Premio Emmy
  - Miglior programma per giovani
- 2010 - Nickelodeon Australian Kids' Choice Awards
  - Miglior star TV a Selena Gomez
- 2010 - British Academy Children's Awards
  - BAFTA Kid's Vote: TV
- 2011 - Nickelodeon Kids' Choice Awards
  - Migliore attrice TV a Selena Gomez
- 2011 - Teen Choice Awards
  - Choice Attrice TV: Commedia a Selena Gomez
- 2011 - Imagen Awards
  - Miglior giovane attrice televisiva a Selena Gomez
- 2011 - ALMA Awards
  - Best Supporting Actress/Television a Maria Canals Barrera
- 2011 - Nickelodeon Australian Kids' Choice Awards
  - Miglior star TV a Selena Gomez
- 2011 - Nickelodeon Australian Kids' Choice Awards
  - Miglior show TV
- 2012 - Nickelodeon Kids' Choice Awards
  - Migliore Attrice TV a Selena Gomez
- 2012 - Premio Emmy
  - Miglior programma per giovani
- 2013 - Nickelodeon Kids' Choice Awards
  - Migliore Attrice TV a Selena Gomez

## Altri media

### Spin-off cancellato
Nel giugno 2023, in una puntata del podcast Wizards of Waverly Pod, condotto da Jennifer Stone e David DeLuise, interpreti rispettivamente di Harper Finkle e Jerry Russo nello show, la Stone ha rivelato che dopo la fine della serie nel 2012 fu proposto a Selena Gomez, attrice di Alex Russo, di produrre uno spin-off dello spettacolo che avrebbe visto come protagoniste i personaggi di Alex e Harper, ma ella rifiutò perché troppo impegnata.

### Podcast
Il 6 dicembre 2022 è stato annunciato che David DeLuise e Jennifer Stone avrebbero condotto un podcast, intitolato Wizards of Waverly Pod, in cui avrebbero rivisitato gli episodi della serie. Il podcast ha esordito il 6 febbraio 2023 tramite il podcast network PodCo di Christy Carlson Romano.